# Tyrinthia moroiuba
Tyrinthia moroiuba är en skalbaggsart som beskrevs av Martins och Maria Helena M. Galileo 1991. Tyrinthia moroiuba ingår i släktet Tyrinthia och familjen långhorningar. Inga underarter finns listade i Catalogue of Life.